# اسلاوا (سرزمین آلتای)
اسلاوا (به لاتین: Slava) یک منطقهٔ مسکونی در روسیه است که در سرزمین آلتای واقع شده‌است.